# Zagórowa
Zagórowa – wieś w Polsce, położona w województwie małopolskim, w powiecie olkuskim, w gminie Trzyciąż.
| SIMC    | Nazwa           | Rodzaj    |
| ------- | --------------- | --------- |
| 0340078 | Kolonia Szkolna | część wsi |
| 0340084 | Krzemionka      | część wsi |

W pobliżu wsi znajdują się ślady grodziska Wiślan z VIII–IX wieku, odkryte w 1911 przez Leona Kozłowskiego. Dalsze badania prowadził tutaj w latach 1947–1948 Gabriel Leńczyk.

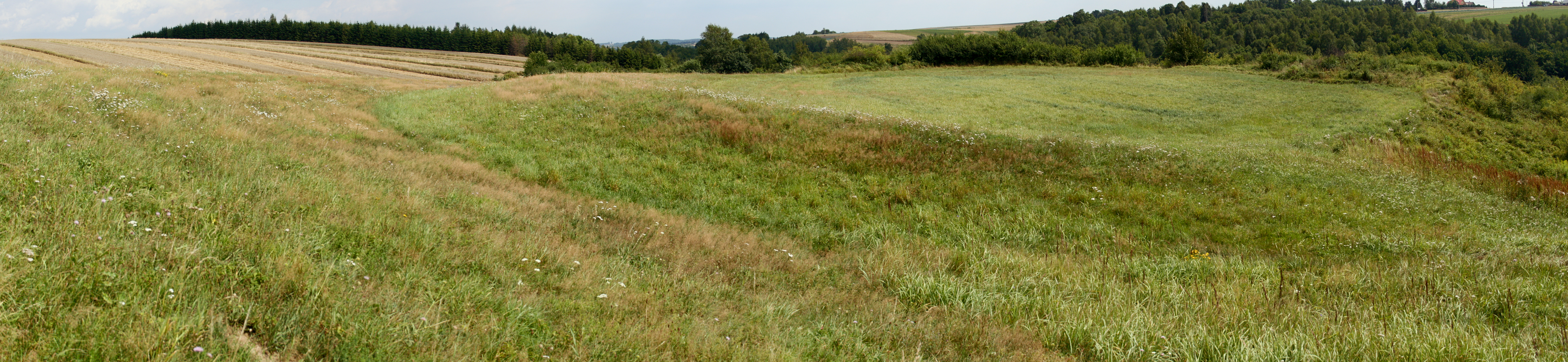
Teren dawnego grodziska w sąsiedztwie wsi

Wieś położona w końcu XVI wieku w powiecie proszowskim województwa krakowskiego była własnością klasztoru norbertanek w Imbramowicach. W latach 1975–1998 miejscowość administracyjnie należała do województwa krakowskiego.